# Jay Garner

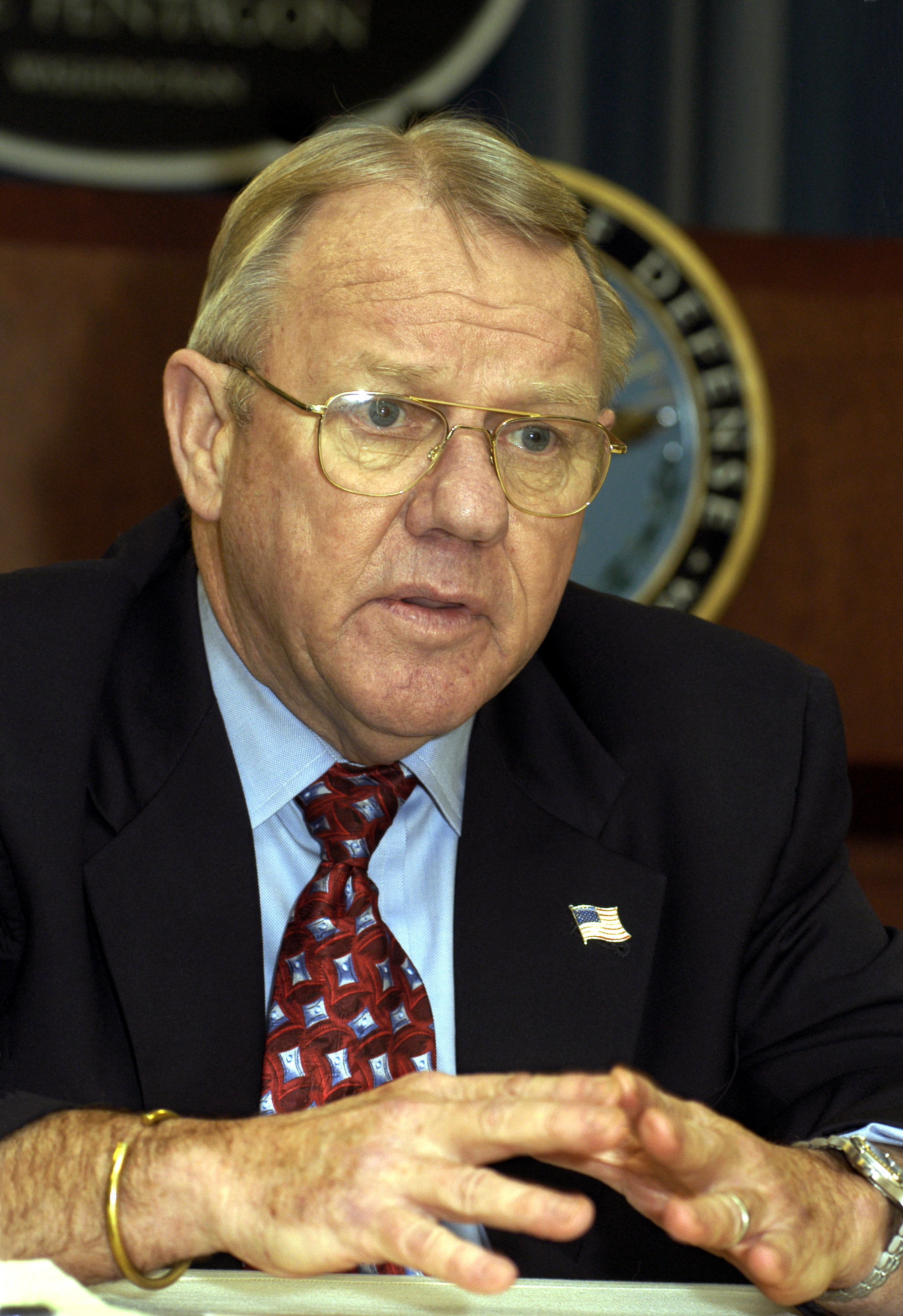
Jay Garner

Jay Montgomery Garner (Arcadia (Florida), 15 april 1938) is een gepensioneerde Amerikaanse generaal die kort na de Amerikaanse inval in Irak in 2003 werd benoemd tot directeur van de organisatie voor Wederopbouw en Humanitaire Hulp. Hij werd opgevolgd door Paul Bremer.
Garner werd geboren in Arcadia (Florida). Hij diende bij de mariniers en studeerde vervolgens aan de Florida State University waar hij in 1962 een graad haalde in geschiedenis. Hij heeft ook een graad in openbaar bestuur die hij haalde aan Shippensburg University in Pennsylvania.
Garner werd tweede luitenant in 1962 en diende in Vietnam. Later leidde hij twee Amerikaanse luchtverdedigingseenheden in Duitsland. Hij was ook onderbevelhebber van Fort Bliss in Texas. Garner droeg bij aan de ontwikkeling van de Patriot-raket en leidde afweerraket-eenheden tijdens de Golfoorlog van 1991. Na die oorlog werd hem opgedragen de Koerdische gebieden in Irak te beschermen. Vervolgens werd hij bevelhebber van het Space and Strategic Defense Command waarbij hij voornamelijk werkte aan het Strategic Defense Initiative raketschildprogramma (SDI) dat ooit onder Ronald Reagan was gestart. Hij eindigde zijn carrière als assistent vicechef-staf, en ging in 1997 met pensioen, met als eindrang luitenant-generaal.
Nadat hij het leger had verlaten, werd Garner president-directeur van SYColeman, een bedrijf dat communicatie- en richtapparatuur ontwerpt die in de Patriot- en Arrow-raketsystemen worden gebruikt. Sinds januari 2003 is hij met onbetaald verlof. Garner maakte deel uit van een klankbordgroep die werd voorgezeten door Donald Rumsfeld, en die gespecialiseerd is in bedreigingen vanuit de ruimte en met raketten. Hij werkte ook nauw samen met het Israëlische leger.
In 2003 werd bekendgemaakt dat Garner was verkozen om de naoorlogse wederopbouw in Irak te leiden. Het was een logische keuze, gelet op zijn rol in Noord-Irak na de eerste Golfoorlog. Maar als gevolg van zijn banden met SYColeman oogstte hij veel kritiek. Na weken van wetteloosheid en chaos in Irak, was hij klaarblijkelijk niet in staat om de infrastructuur weer op orde te krijgen en werd hij op 11 maart 2003 vervangen door Paul Bremer.